# Trekungamötet 1914

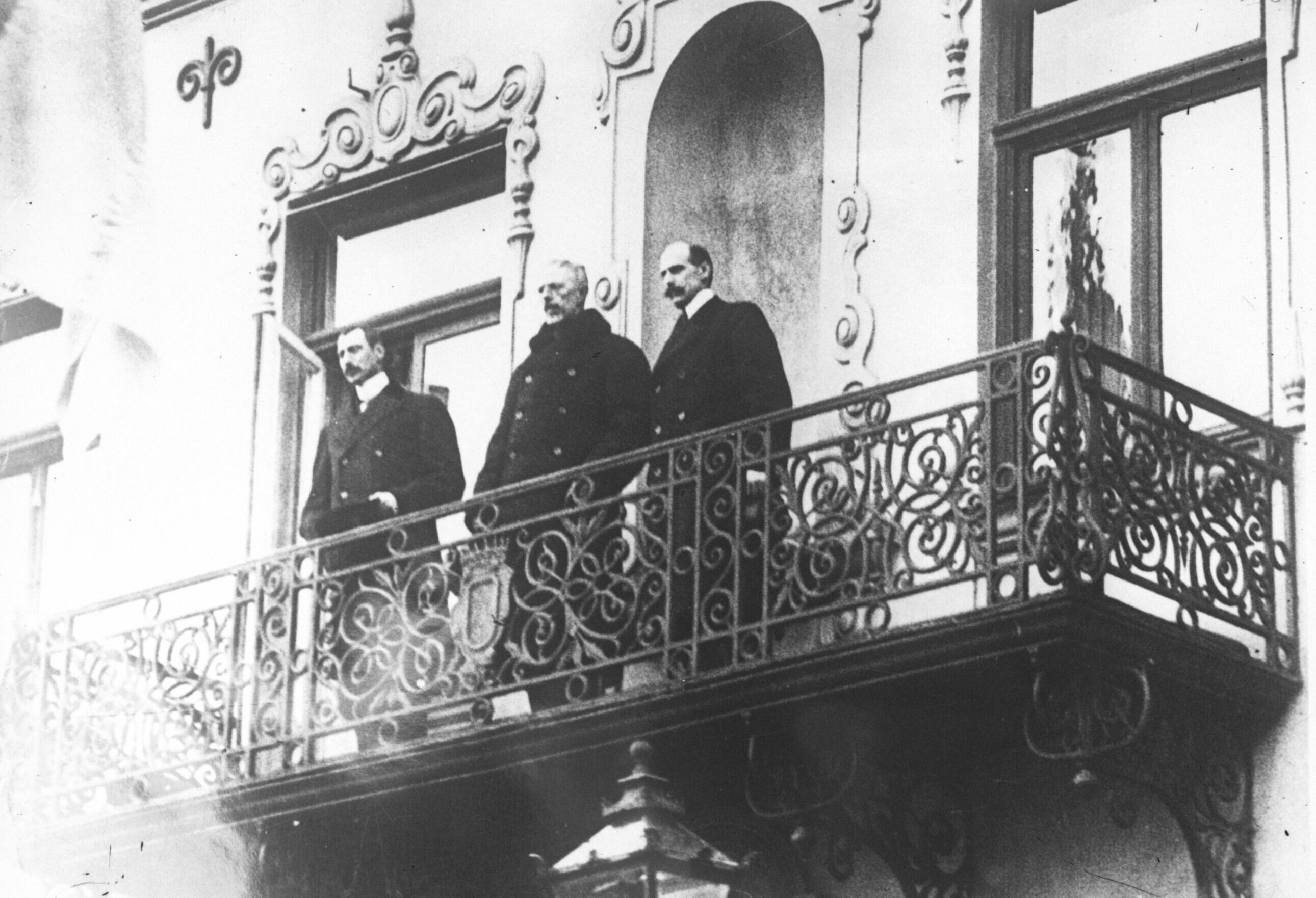
Kungarna på länsresidensets balkong

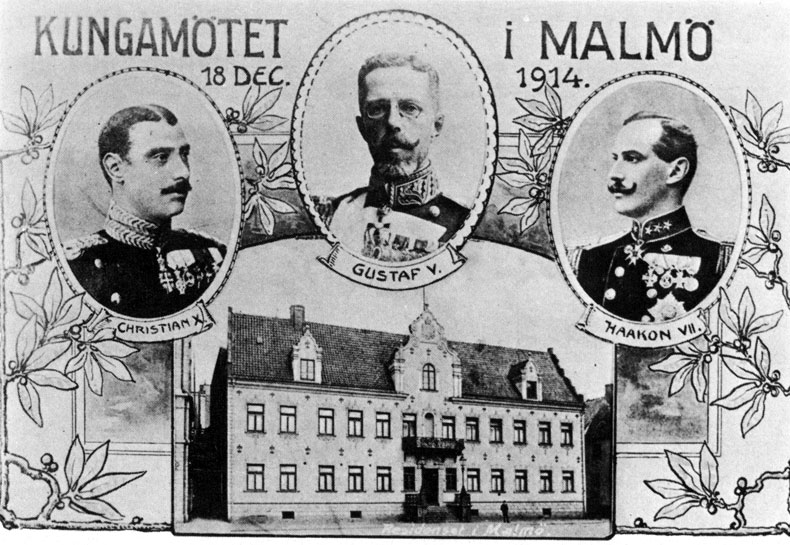
minneskort

Trekungamötet 1914 var ett möte den 18–19 december 1914. Då samlades de tre nordiska kungarna Kristian X av Danmark, Håkon VII av Norge och Gustaf V av Sverige tillsammans med sina utrikesministrar på länsresidenset i Malmö för överläggningar efter första världskrigets utbrott. Ett resultat av mötet blev att man bekräftade sin enighet kring neutralitetslinjen.

## Statschefsmöte vid andra världskrigets utbrott
Ett liknande trekungamöte föreslogs efter andra världskrigets utbrott i september 1939 av den danske kungen Kristian X av Danmark. Det kom till stånd i Stockholm något senare, i slutet av oktober, i form av ett statschefsmöte med deltagande också av den finländske presidenten Kyösti Kallio.